# Сент-Джон Гармсворт
Вільям Альберт Сент-Джон Гармсворт (19 травня 1876 – 4 травня 1933) був англійським бізнесменом, який придбав і заснував у Франції новий бренд газованої мінеральної води Perrier, розробив її характерну цибулинну зелену пляшку та зробив її величезним успіхом у Британська імперія.

## Раннє життя
Гармсворт народився в травні 1876 року в Сент-Джонс-Вуд, Лондон, як сьомий син Альфреда Гармсворта (1837–1889), адвоката, та його дружини Джеральдін Мері Маффетт. Його старшими братами були Альфред Гармсворт, 1-й віконт Норткліфф, Гарольд Гармсворт, 1-й віконт Ротермір, Сесіл Гармсворт, 1-й барон Гармсворт, сер Лестер Гармсворт, 1-й баронет, і сер Гільдебранд Гармсворт, 1-й баронет.
Він закінчив Крайст-Черч, Оксфорд, зі ступенем бакалавра та був директором Amalgamated Press (заснованої його братом Альфредом). Він був членом дебатного клубу Sylvan, який заснував його батько.

## Кар'єра
У віці 27 років, подорожуючи півднем Франції, Хармсворт зустрів доктора Луї Пер’є, місцевого лікаря, який у 1898 році купив джерело в сусідньому Вержезі, керував комерційним курортом і розливав воду для продажу. Пер'є гостро потребував інвестицій і показав Гармсворту пружину, яку потім придбав, ставши єдиним власником протягом двох років, продавши свою частку в Daily Mail, щоб зібрати кошти. Він закрив спа-центр і зосередився на розливі води, перейменувавши джерело в Source Perrier.

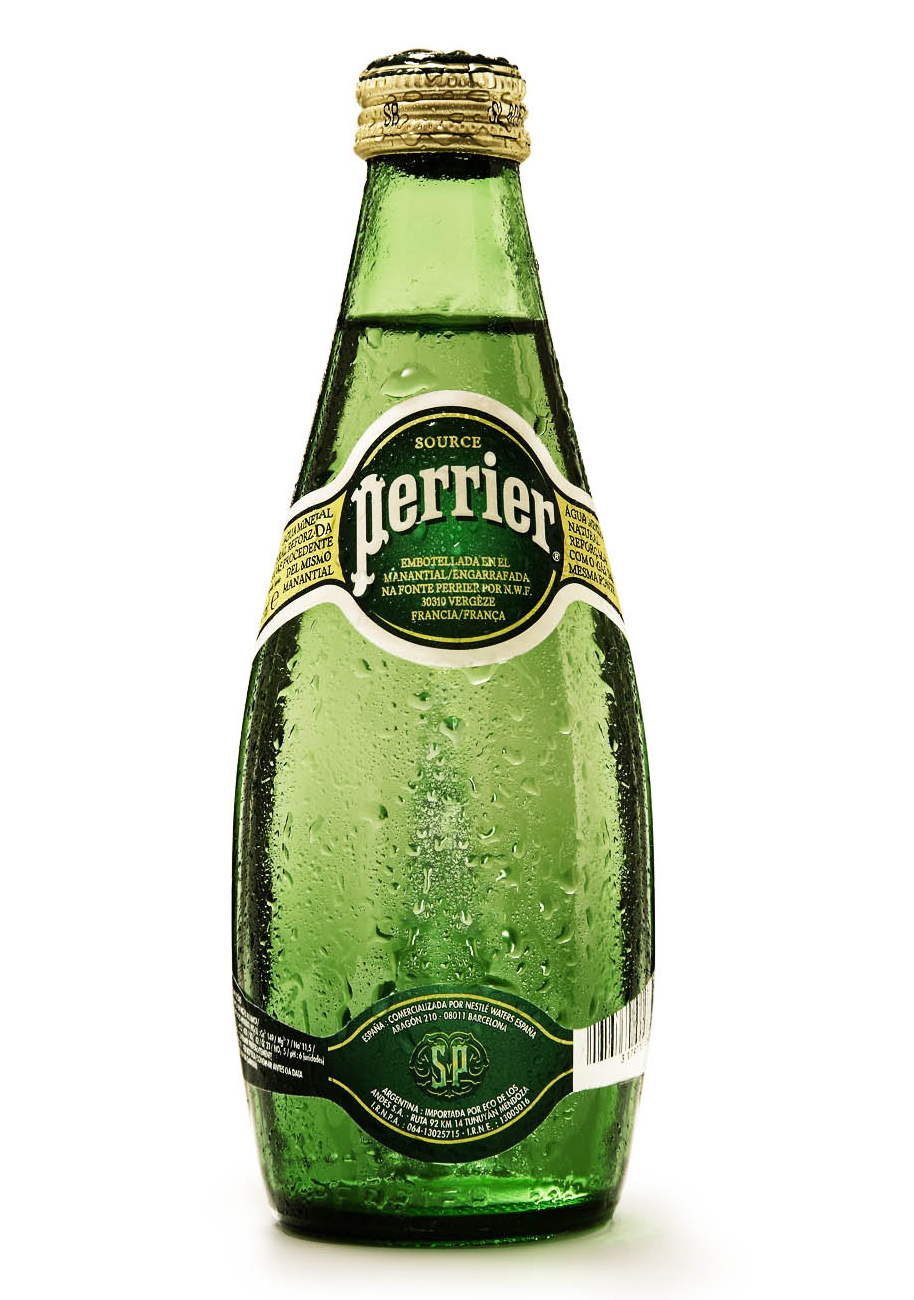
Вода Perrier

У 1906 році він був поранений в автокатастрофі на Великій Північній Дорозі поблизу Гетфілда в Хартфордширі, коли його водій промахнувся з дороги в темряві, коли їхав на великій швидкості; Гармсворт був паралізований від талії до кінця свого життя. Він створив форму виразної цибулинної зеленої пляшки Perrier, яку він створив, на основі індійських булав, які він використовував для вправ після нещасного випадку.
Газована мінеральна вода Perrier мала великий успіх у Британській імперії, і в 1905 році Harmsworth отримав королівський ордер. У той час вода була «більш відома в Лондоні, Делі та Сінгапурі, ніж у Парижі».

## Особисте життя
Будинок Хармсворта, Les Bouillens, який знаходився поруч із фабрикою Perrier, тепер є музеєм бренду Perrier. Він також мав будинки за адресами: 7, Гайд-Парк Террас, Лондон, і «Пайлотс-Пойнт», Тотленд-Бей, на острові Вайт .